# Relations entre l'Autriche et la Lituanie
Les relations entre l'Autriche et la Lituanie sont structurées par deux ambassades : l'ambassade d'Autriche à Vilnius et l'ambassade de Lituanie à Vienne.
Les deux pays sont membres de l'Union européenne (l'Autriche y adhère en 1995 tandis que la Lituanie y adhère en 2004).